# Gabriele Andreae
Gabriele Andreae (* 1933 in Graz) ist eine deutsche Germanistin und Schriftstellerin.
Gabriele Andreae, Tochter des Nationalökonomen Wilhelm Andreae und der Schriftstellerin Illa Andreae, studierte Germanistik, Geschichte, Philosophie und Theologie und wurde 1963 an der Universität Marburg promoviert. Sie war Professorin an der Sophia-Universität in Tokyo. 

## Veröffentlichungen
- Die Thematik des Todes in den "Wahlverwandtschaften",  Marburg 1963 (= Dissertation)
- Ich denke Gedanken des Friedens. Ideen dazu aus philosophischer, religiöser und politischer Sicht, Frankfurt am Main, Haag und Herchen 1997, ISBN 3-86137-565-6
- Isabels Japan. Roman, Frankfurt am Main, Haag und Herchen 1997, ISBN 3-86137-621-0
- Julia von der Gottesinsel. Eine Geschichte aus dem alten Japan, Frankfurt am Main, Haag und Herchen 1998, ISBN 3-86137-664-4
- Die Flügel der Morgenröte. Leben und neue Aufgaben auf Kalimantan, Frankfurt am Main, Haag und Herchen 2000, ISBN 3-86137-952-X